# Международный аэропорт имени королевы Алии
Международный аэропорт имени Королевы Алии ((ИАТА: AMM, ИКАО: OJAI); араб. مطار الملكة علياء الدولي‎) — международный аэропорт с двумя терминалами. Расположен в районе Зизия (араб. زيزياء‎) в 32 километрах к югу от Аммана, столицы Иордании.
Архитектор Норман Фостер. Здание, украсившее древнейший город, первые упоминания о котором относятся еще к VII веку, сверху напоминает не то соты, не то мозаику, не то, как пишут авторы проекта, черную струящуюся ткань бедуинского платка.
В аэропорту базируется авиакомпания Королевские авиалинии Иордании. Построен в 1983 году.

## Авиакомпании и направления
| Авиакомпании                   | Пункты назначения |
| ------------------------------ | --- |
| Aegean Airlines                | Афины |
| Afriqiyah Airways              | Триполи |
| Air Algerie                    | Алжир |
| Air Arabia                     | Шарджа |
| Air Arabia Egypt               | Александрия, Шарм-эль-Шейх |
| Air Cairo                      | Асьют, Сохаг, Шарм-эль-Шейх |
| Air France                     | Париж |
| Austrian                       | Вена |
| British Airways                | Лондон |
| Egypt Air                      | Каир |
| Emirates                       | Дубай |
| Etihad Airways                 | Абу-Даби |
| Fly Baghdad                    | Багдад |
| FlyEgypt                       | Александрия |
| Flydubai                       | Дубай |
| FlyNAS                         | Джидда, Эр-Рияд |
| Gulf Air                       | Манама |
| Iraqi Airways                  | Багдад, Басра, Сулеймания |
| Jazeera Airways                | Эль-Кувейт |
| Jordan aviation airlines       | Багдад, Джидда, Киев, Шарджа |
| Kuwait Airways                 | Эль-Кувейт |
| Libyan Arab Airlines           | Бенгази, Триполи |
| Lufthansa                      | Франкфурт-на-Майне |
| Middle East Airlines           | Бейрут |
| Norwegian Air International    | Копенгаген |
| Oman Air                       | Маскат |
| Pegasus                        | Анкара, Анталья, Измир, Трабзон |
| Qatar Airways                  | Доха |
| Royal Air Maroc                | Касабланка |
| Royal Jordanian                | Абу-Даби, Акаба, Алжир, Амстердам, Ан-Наджаф, Афины, Багдад, Барселона, Басра, Бейрут, Берлин, Вена, Гонконг, Даммам, Детройт, Джидда, Доха, Дубай, Женева, Каир, Копенгаген, Куала-Лумпур, Ларнака, Мадрид, Медина, Монреаль, Москва, Мюнхен, Нью-Йорк, Париж, Рим, Стамбул, Сулеймания, Тель-Авив, Тунис, Франкфурт-на-Майне, Хартум, Цюрих, Чикаго, Эль-Кувейт, Эр-Рияд, Эрбил, |
| Ryanair                        | Бергамо, Болонья, Брюссель, Будапешт, Бухарест, Варшава, Вильнюс, Краков, Мальта, Мемминген, Пафос, Прага, Салоники |
| Saudia                         | Джидда, Медина, Эр-Рияд |
| Tarom                          | Бухарест |
| Tarco Air                      | Хартум |
| Transavia                      | Амстердам |
| Turkish Airlines               | Анталья, Даламан, Стамбул |
| Ukraine International Airlines | Киев |